# Дентин
Дентин (лат. substantia eburnea) или зубна кост је чврсто аваскуларно ткиво које изграђује највећи део зуба и даје му облик. Не види се при инспекцији зуба in situ у устима, јер је покривен са глеђи (у пределу круне) и цементом (у пределу корена). Има приближан облик зуба, а у централном делу формира зубну шупљину.
По саставу је сличан костима, али не садржи комплетне ћелије и крвне судове. Кроз дентин пролазе многобројни Хаверсови каналићи промера 2-5μm, кроз које се протежу Томасова влакна (огранци крвних судова и нерава) и фибра влакна (периферни продужеци ћелија одонтобласта). Каналићи почињу малим отвором у пределу шупљине зуба и пружају се ка површини дентина. Они се обично слепо завршавају, али се међусобно повезују стварајући аркаде. Дентинске каналиће облаже Нојманова гранична овојница која је веома отпорна на дејство киселина и ензима.

## Стварање дентина
Дентин је мезодермалног порекла. Изграђују га специјалне ћелије одонтобласти, чији основни део је смештен на периферији зубне пулпе а цитоплазматски продужеци пролазе кроз Хаверсове микротубуле. Прво се ствара тзв. предентин (органски део), а накнадним таложењем калцијумових соли у њега настаје прави дентин. Минерализација органског матрикса почиње на удаљености 5-10μm од зубних влакана у каналићима. У току таложења соли прво настају центри минерализације који се шире формирајући глобуле (лоптице), између којих се налази слабије минерализован интерглобуларни дентин.
Дентиногенеза се одиграва током целог живота, све док је зуб виталан, тако да се временом смањује волумен зубне шупљине. У почетку је формиран само дентин крунице, а до комплетног формирања корена зуба прође и до годину од његовог ницања. Стварање дентина је ритмички неуједначен процес, услед чега долази до стварања слојева у његовој структури који су маркирани инкрементним линијама.

## Састав
Дентин је еластичан и садржи 28% органских и 72% неорганских материја. Састоји се углавном од кристала хидроксиапатита и малих количина флуорапатита и карбоната, који су уграђени у органски матрикс. Њега чине лепњиве супстанце фосфопротеина, гликопротеина, мукополисахарида и чврста мрежа колагена влакна, која улази и у дентинске каналиће и назива се Корфова влакна.
Грађа дентина је слична костима, али он не садржи остеобласте и остеокласте, нити просторе за крвне судове и нерве, мада поједини огранци нервних влакана из пулпе могу да уђу у зубне каналиће. Разлика је, дакле, углавном у хистолошкој организацији.
На граници дентина и цемента, при врху корена зуба, постоји тзв. Томасов зрнасти слој, који је настао слабијом минерализацијом дентина.